# Ariel Kaplan
Pour les articles homonymes, voir Kaplan.
Ariel Kaplan (née le 4 mai 1994 à Johannesburg, en Afrique du Sud) est une actrice, chanteuse et danseuse australienne. Elle est principalement connue pour avoir tenu le rôle de Lisa Atwood dans la saison 3 de la série télévisée Grand Galop et le rôle d'Imogen Willis' dans la série Les Voisins (Neighbours).

## Biographie

### Famille et enfance
Ariel Erin Kaplan est née le 4 mai 1994, à Johannesburg dans une famille d’artistes : son père est un musicien, son grand père un comédien et sa grand-mère une danseuse de ballet professionnelle. Ariel Kaplan est la sœur cadette des actrices Dena Kaplan et Gemma-Ashley Kaplan. En 1996, elle quitte l'Afrique du Sud avec sa famille pour emménager en Australie.
En plus de cours de théâtre, elle suit des cours de chant, de piano (avec Harry Mullany) et de danse. Elle étudie divers style de danse : danse jazz, danse contemporaine, claquettes à la Jane Moore Academy of Ballet à Melbourne de 1998 jusqu'en 2011. Ariel Kaplan suit sa scolarité à la maison par des cours par correspondance.
Enfant, Ariel Kaplan apparaît dans diverses productions théâtrale en Australie comme Joseph & The Amazing Tech, Dreamcoat, The Sound of Music, Oedipus, Annie et Les Miserables dans le rôle de Cosette jeune.

### Carrière professionnelle
En 2002–03, elle interprète le rôle de Florence dans la production Oliver! à Melbourne et Singapour.
Entre 2003 et 2004, Ariel Kaplan tient des seconds rôles dans des sketchs Skithouse et The Hamish & Andy Show, elle fait une apparition dans le court métrage the Mischief Maker.
En 2005–06, elle joue le rôle de Nala enfant dans la version « comédie musicale » du Roi Lion de Disney à Melbourne et Shanghai.
Ariel Kaplan joue son premier rôle majeur en 2007, quand elle est retenue pour jouer le rôle de Lisa Atwood dans la 3e saison de la série le grand galop,). 
En mars 2009 Ariel Kaplan enregistre des chansons issue du show Best Friends. 
Entre 2009 et 2012, elle fait des apparitions comme « guest star » dans des shows télévisés John Safran's Race Relations and Tangle, et tient le rôle  de Jacqueline Bouvier  dans la  comédie musicale Grey Gardens.
En février 2013, Ariel Kaplan est sélectionnée pour jouer le rôle d'Imogen Willis  dans le soap opera Neighbours
,, en français Les Voisins . 
Ariel Kaplan quitte son rôle d'Imogène le 26 avril 2016 pour réaliser d'autres projets.
En 2017, elle rejoint le casting de la nouvelle série australienne Trip for Biscuits où elle tient le rôle de Mindy.

## Filmographie
| Années    | Titres                       | Rôles                        | Notes              |
| --------- | ---------------------------- | ---------------------------- | ------------------ |
| 2003      | Skithouse                    | Barbie Cops girl             |                    |
| 2003–04   | Skithouse                    | Bit part                     |                    |
| 2004      | The Hamish & Andy Show       | Extra                        |                    |
| 2004      | The Mischief Maker           | Sottise                      | Court métrage      |
| 2009      | Le Grand Galop               | Elizabeth « Lisa » Atwood #2 | Saison 3           |
| 2009      | John Safran's Race Relations | Lyla                         |                    |
| 2011      | Shaolin                      | Shengnan                     | Film               |
| 2012      | Tangle                       | School Girl #1               | Saison 3 épisode 2 |
| 2012      | Odin's Eye                   | Xiaolong                     | Film               |
| 2013–2016 | Les Voisins                  | Imogen Willis                | Rôle principal     |
| 2017      | Trip for Biscuits            | Mindy                        |                    |

## Nominations
| Year | Prix                              | Catégorie                          | Œuvres     | Résultats | Ref.   |
| ---- | --------------------------------- | ---------------------------------- | ---------- | --------- | ------ |
| 2015 | TV Week and Soap Extra #OMGAwards | Best Shock Kiss(Daniel and Imogen) | Neighbours | Nommée    | [ 17 ] |
| 2015 | TV Week and Soap Extra #OMGAwards | Best BFFs (Imogen and Amber)       | Neighbours | Nommée    |        |